# Oblada
Oblada (Oblada melanura) är en fisk från familjen havsrudefiskar som finns från Sydvästeuropas kust (inklusive Medelhavet) till Västafrika.

## Utseende
Obladan har en oval kropp som är sammantryckt från sidorna. Nosen är kort, ryggfenan har 11 – 12 styva taggstrålar och 13 – 14 mjukstrålar, medan analfenan har 3 taggstrålar och 12 – 14 mjukstrålar. Kroppsfärgen är silvergrå med mörkare rygg och ett antal smala strimmor längs sidorna. På stjärtfenans spole har den en mörk, sadelformad fläck med vita kanter. Arten kan bli upptill 34 cm lång.

## Vanor
Arten är en stimfisk som lever nära klipp- och sjögräsbottnar ner till ett djup av 30 m. Födan består främst av kräftdjur som bland annat hoppkräftor; den tar även havsborstmaskar, manteldjur, musslor och småfisk.

### Fortplantning
Lekperioden infaller under våren (i Medelhavet snarare under försommaren, april till juni). Ägg och larver är pelagiska.

## Kommersiell betydelse
Obladan är en viktig matfisk; sportfiske förekommer också.

## Utbredning
Arten finns från Biscayabukten via Medelhavet, Madeira, Kanarieöarna och Kap Verdeöarna till Angola.